# د گامز، کوئینزلند
د گامز (به انگلیسی: The Gums) یک منطقهٔ مسکونی در استرالیا است که در کوئینزلند واقع شده‌است.